# Ingo von Münch
Ingo von Münch (Berlino, 26 dicembre 1932) è un giurista, pubblicista e politico tedesco.

## Biografia
Ingo von Münch ha studiato legge all'Università di Francoforte. Dal 1965 fino al 1973 è stato professore di diritto costituzionale all'Università della Ruhr a Bochum, in seguito all'Università di Amburgo fino al 1998. Nel 1985 assunse la guida del Partito Liberale Democratico amburghese e dal 1987 fino al 1991 è stato senatore per scienza e cultura della città anseatica.

## Scritti
- Rechtspolitik und Rechtskultur: Kommentare zum Zustand der Bundesrepublik Deutschland, Berliner Wissenschafts-Verlag, Berlin 2011, ISBN 978-3-8305-1712-2.

| Controllo di autorità | VIAF (EN) 279427506 · ISNI (EN) 0000 0001 1021 5417 · LCCN (EN) n82080115 · GND (DE) 118100203 · BNE (ES) XX1010968 (data) · J9U (EN, HE) 987007278431105171 |